# Джалал-Абад (аэропорт)
Аэропорт Джалал-Абад (кирг. Жалал-Абад аэропорту) (ИАТА: нет (ДЖБ), ИКАО: UAFJ) — аэропорт, обслуживающий город Джалал-Абад в Кыргызстане.

## История
Аэропорт был открыт в 1938 году как лётное поле на окраине киргизского провинциального городка, а после Второй мировой войны, в 1947 году был построен аэродром, принимавший регулярные рейсы. В 1972 году открылись здание аэровокзала и асфальтовая ВПП.
В 2013 году взлётно-посадочная полоса была реконструирована, а в 2017 был снесён старый терминал аэропорта; новое здание аэровокзала, состоящее из двух отдельных залов отправления и прибытия, было открыто в июне 2018 года.

## Описание
Региональный аэропорт III класса. Единственная взлётно-посадочная полоса — асфальтовая, имеет длину в 1774 м и предельную массу в 22 тонны, работает только в светлое время суток.

## Авиакомпании и направления
Аэропорт обслуживает только внутренние рейсы по Кыргызстану, однако до распада СССР также летали рейсы в города Узбекистана, Казахстана и Таджикистана. До 2000 года из аэропорта летали рейсы в Кербен, Каныш-Кыю, Токтогул, Нарын, Талас, Чолпон-Ату, Каракол, Баткен и даже в Ош. В 2025 году начали строить новый аэропорт в Джалал-Абаде так как действующий аэропорт не возможно расширить, в связи с тем что он находится в черте города и вокруг аэропорта построены много городского сооружения. Аэропорт планируется закончить к 2026 году и придать статус международного. После завершения сегодняшний аэропорт закроют. 
| Авиакомпании    | Направления                |
| --------------- | -------------------------- |
| TezJet Airlines | Бишкек (Манас), Иссык-Куль |
| Asman Airlines  | Бишкек (Манас),            |

## Авиакатастрофы и проишествия
- В 1989 году Як-40 Аэрофлота совершил жёсткую посадку. Самолёт был повреждён и не подлежал ремонту[4].
- В 1998 году Як-40 Киргизских Авиалиний выкатился за пределы полосы. Самолёт ремонту не подлежал[5].